# Lobulia elegans
Lobulia elegans is een hagedissensoort uit de familie van de skinken (Scincidae). De wetenschappelijke naam van de soort werd voor het eerst voorgesteld door George Albert Boulenger in 1897. De soortaanduiding elegans betekent vrij vertaald 'elegant'.

## Verspreiding en habitat
De soort komt voor in het centraal gebergte van Papoea-Nieuw-Guinea en op het Huonschiereiland, op een hoogte van 1340 tot 2440 meter boven zeeniveau. Het is een vrij algemene soort.

## Beschermingsstatus
Door de internationale natuurbeschermingsorganisatie IUCN is de beschermingsstatus 'veilig' toegewezen (Least Concern of LC).